# Municipio de Sherman (condado de Monona)
El municipio de Sherman (en inglés: Sherman Township) es un municipio ubicado en el condado de Monona en el estado estadounidense de Iowa. En el año 2010 tenía una población de 331 habitantes y una densidad poblacional de 3,35 personas por km².

## Geografía
El municipio de Sherman se encuentra ubicado en las coordenadas 41°53′54″N 96°5′00″O / 41.89833, -96.08333. Según la Oficina del Censo de los Estados Unidos, el municipio tiene una superficie total de 98.73 km², de la cual 97,41 km² corresponden a tierra firme y (1,34 %) 1,32 km² es agua.

## Demografía
Según el censo de 2010, había 331 personas residiendo en el municipio de Sherman. La densidad de población era de 3,35 hab./km². De los 331 habitantes, el municipio de Sherman estaba compuesto por el 97,89 % blancos, el 0,3 % eran amerindios, el 0,3 % eran asiáticos y el 1,51 % eran de una mezcla de razas. Del total de la población el 0,3 % eran hispanos o latinos de cualquier raza.